# Remio Palemón
Quinto Remio Palemón  fue un pedagogo y gramático romano del siglo I nacido en Vicenza.

## Biografía
Suetonio nos informa que fue originariamente esclavo y que obtuvo su libertad y enseñó gramática en Roma.
Dio clases al retórico y pedagogo hispanorromano Quintiliano. Se recuerda su idea de la interjección como una categoría gramatical que no tiene significado estable e indica una emoción.